# Psammobates tentorius
Psammobates tentorius är en sköldpaddsart som beskrevs av  Thomas Bell 1828. Arten ingår i släktet Psammobates och familjen landsköldpaddor.

## Utbredning
Psammobates tentorius lever i Karoo och andra halvökenområden från Namaqualand i Namibia och nästan hela vägen ner till Sydafrikas kust.

## Underarter
Arten delas in i följande underarter:
- P. t. tentorius
- P. t. trimeni
- P. t. verroxii